# Апостольский викариат Гуапи

Герб апостольского викариата Гуапи

Апостольский викариат Гуапи (лат. Vicariatus Apostolicus Guapiensis) — апостольский викариат Римско-Католической Церкви с центром в городе Гуапи, Колумбия. Апостольский викариат Гуапи подчиняется непосредственно Святому Престолу. Кафедральным собором апостольского викариата Гуапи является церковь Непорочного Зачатия Пресвятой Девы Марии

## История
5 апреля 1954 года Римский папа Пий XII издал буллу «Quemadmodum providus», которой учредил апостольскую префектуру Гуапи, выделив её из апостольской префектуры Тумако (сегодня – Епархия Тумако).
23 января 2001 года Римский папа Иоанн Павел II издал буллу «Cum Praefectura Apostolica», которой преобразовал апостольскую префектуру Гуапи в апостольский викариат.

## Ординарии апостольского викариата
- епископ José de Jesús Arango O.F.M.[1]  (23.04.1954 – 1969);
- епископ José Miguel López Hurtado O.F.M. (28.11.1969 – 1982);
- епископ Alberto Lee López O.F.M. (8.03.1985 – 1992);
- епископ Rafael Morales Duque O.F.M. (5.05.1994 – 13.02.2001);
- епископ Hernán Alvarado Solano (13.02.2001 – 31.01.2011);
  - Sede vacante (2011 — 2013);
- епископ Carlos Alberto Correa Martínez (3.12.2013 — 19.03.2024 — назначен епископом Апартадо);
- епископ Alfonso García López (14.06.2025 — по настоящее время).

## Источник
- Annuario Pontificio, Libreria Editrice Vaticana, Città del Vaticano, 2003, ISBN 88-209-7422-3
- Булла Quemadmodum providus, AAS 46 (1954), стр. 472
- Булла Cum Praefectura Apostolica